# Pararctonoella indica
Pararctonoella indica är en ringmaskart som först beskrevs av Francis Day 1973.  Pararctonoella indica ingår i släktet Pararctonoella och familjen Polynoidae. Inga underarter finns listade i Catalogue of Life.